# Ochyrotica africana
Ochyrotica
Ochyrotica africana là một loài bướm đêm thuộc họ Pterophoridae. Nó được biết đến ở Cộng hòa Dân chủ Congo.